# Andriej Minakow
Andriej Dmitrijewicz Minakow (ros. Андрей Дмитриевич Минаков; ur. 17 marca 2002 w Tammisaari) – rosyjski pływak specjalizujący się w stylu motylkowym i dowolnym, dwukrotny wicemistrz świata i mistrz Europy.

## Kariera
Na mistrzostwach świata w Gwangju w 2019 roku zdobył srebrny na dystansie 100 m stylem motylkowym i czasem 50,83 poprawił rekord Rosji. Płynął także w wyścigu eliminacyjnym sztafet 4 × 100 m stylem dowolnym i otrzymał srebrny medal, gdy Rosjanie zajęli w finale drugie miejsce. Minakow zdobył również brąz, płynąc w sztafecie 4 × 100 m stylem zmiennym. 
Dwa lata później, podczas mistrzostw Europy w Budapeszcie wywalczył trzy medale. Płynął w zwycięskiej sztafecie 4 × 100 m stylem dowolnym, a w sztafecie 4 × 100 m stylem zmiennym zdobył srebro. Na dystansie 100 m stylem dowolnym był trzeci, uzyskawszy czas 47,74.